# Codariocalyx
Codariocalyx Hassk. è un genere di piante della famiglia delle Fabacee (o Leguminose).

## Tassonomia
Comprende 2 specie:
- Codariocalyx gyroides (Roxb. ex Link) Hassk.
- Codariocalyx motorius (Houtt.) H.Ohashi